# HD82396
HD82396 — хімічно пекулярна зоря спектрального класу F0, що має видиму зоряну величину в смузі V приблизно  8,1.
Вона  розташована на відстані близько 549,1 світлових років від Сонця.